# Ланская, Софья Васильевна
Софья Васильевна Ланская (урожденная Энгельгардт; 4 [16] мая 1845, Царское Село, Санкт-Петербургская губерния — 16 [28] декабря 1883, Казань) — российский педагог.

## Биография
Родилась 4 мая 1845 года в Царском селе (ныне город Пушкин). Дочь генерал-майором Василия Васильевича Энгельгардта (1819—1868) от его брака с графиней Еленой Львовной Соллогуб (1822— ?). По отцу внучка богача В. В. Энгельгардта, по матери — графа Л. И. Соллогуба.
Воспитанная дома, среди большой семьи, она не планировала стать учителем, но последующие обстоятельства её жизни привели её на педагогическое поприще, где она сумела выработать из себя замечательную начальницу женского учебного заведения.
В 1864 году Софья Васильевна вышла замуж за полковника Павла Павловича Ланского (1835—1901). Жила с мужем в Петербурге. Разорившись, вынуждена была искать службу, для чего и избирает педагогическое поприще. 24 марта 1879 года Ланская была назначена начальницей Рыбинской Мариинской женской гимназии, а 10 мая 1880 года переведена на ту же должность в Могилёвскую женскую гимназию.
17 марта 1882 года С. В. Ланская получила место начальницы Казанского Родионовского института благородных девиц. В короткий срок, всего за полтора года, новая начальница значительно улучшила вверенное ей заведение во всех отношениях. Она вникала во все мелочи преподавания, воспитания, обыденной жизни воспитанниц и обширного институтского хозяйства. Общая польза для Ланской всегда была на первом плане. Она разумно и широко понимала задачу женского воспитания, желая образовать из подрастающего женского русского поколения достойных дочерей родной земли.
Помимо официальной деятельности С. В. Ланская оставила о себе хорошую память у казанцев своими неофициальными, частными отношениями в качестве любезной, образованной собеседницы, радушной хозяйки и доброй знакомой. Менее двух лет прожила она в Казани, но сумела за это время сделать свою гостиную центром, где собирались образованные представители горожан.
Умерла от скарлатины, осложненной дифтеритом, 16 декабря 1883 года в Казани. Похоронена в селе Хмара Ельнинского уезда Смоленской губернии.
В браке имела дочерей: Елена (15.03.1866), Анастасия (06.08.1867), Софья (04.08.1868), Вера (26.02.1870) и Мария (26.04.1873).